# Shima Niavarani
Shima Niavarani (født 7. juli 1985 i Teheran) er en iransk-svensk skuespillerinde. Hun er søster til skuespilleren Shebly Niavarani.
Niavarani blev i 2016 nomineret til en Guldbagge for bedste kvindelige hovedrolle i She's Wild Again Tonight (2015). Filmen er instrueret af Fia-Stina Sandlund.

## Udvalgt filmografi
- Kærlighedens krigere (2009)
- Livet i Fagervik (tv-serie, 2009)
- Hotel Krølle På Halen (tv-serie, 2010)
- Something Must Break (2014)
- Krakel Spektakel (2014)
- Den fjerde mand (tv-serie, 2014-2015)
- She's Wild Again Tonight (2015)
- Boy Machine (tv-serie, 2015)
- Selmas saga (julekalender, 2016)
- Den hundredetårige der stak af fra regningen og forsvandt (2016)
- Sune vs. Sune (2018)
- Sølykken (tv-serie, 2018)
- Storm på Stillevænget (julekalender, 2018)
- En del af mit hjerte (2019)
- Folk med angst (tv-serie, 2021)